# نوردأوست بولدر
نوردأوست بولدر Noordoostpolder  مدينة وبلدية هولندية تقع في مقاطعة فليفولاند. عدد سكانها 46.349 في 2013م.

## طوبوغرافيا
خريطة طوبوغرافية هولندية لبلدية نوردأوست بولدر، يونيو 2015، (تقرأ بعد ثلاث نقرات على الخريطة)